# Cosima Windsor
Lady Cosima Rose Alexandra Windsor (20 de mayo de 2010) es la hija del conde y la condesa de Ulster. Ella es la hija de Alexander Windsor y Claire Booth. Ocupa un puesto en la línea de sucesión al trono británico. Tiene un hermano mayor: Xan Richard Anders Windsor, Barón Culloden. Es la segunda de los cuatro nietos del duque y la duquesa de Gloucester y su primera nieta.

## Sucesión
| Precedido por: Xan Windsor, Baron Culloden | ' Línea de sucesión al trono Británico 34.º | Sucesor: Lady Davina Lewis |